# Der Gorilla
Der Gorilla ist eine 13-teilige französische Krimiserie aus dem Jahre 1989. Sie entstand nach den Romanen von Dominique Ponchandier. Der Privatsender SAT.1 war an der Produktion beteiligt. Die Regie der einzelnen Folgen übernahmen jeweils erfahrene Krimi-Regisseure verschiedener Nationen.

## Handlung
Géo Paquet, genannt „Der Gorilla“, ist ein internationaler Agent. Spontan, witzig und einfallsreich löst er schwierige Fälle, auf die ihn sein Chef Berthomieu ansetzt. Unter Genuss des Lebens, vor allem der Damenwelt und kulinarischer Köstlichkeiten, kann er zwischen Europa und Südamerika auch in ausweglos erscheinenden Situationen Verbrecherorganisationen enttarnen und harte Gegner unschädlich machen.

## Folgen
- Der Gorilla am Amazonas (Le Gorille et l’Amazone), Regie: Duccio Tessari – In Französisch-Guayana explodiert eine Rakete; der Gorilla infiltriert eine Desperado-Siedlung
- Der Gorilla und das Beerdigungsinstitut (Le Gorille compte ses abbatis), Regie: Jean Delannoy – Ein verschwundener Diplomat führt auf die Spur eines Leichenhändlers
- Der Gorilla und das Diamantenfieber (Le Gorille chez les mandinguez); Regie: Denys Granier-Deferre – Diamanten aus Afrika sind verschwunden
- Der Gorilla und der Berliner Kongreß (Le Gorille se mange froid), Regie: Joseph Rusnak – Ein in Berlin entführter Wissenschaftler tätigt Waffenforschungen
- Der Gorilla und der Börsenkrach (Le Pave du gorille), Regie: Roger Hanin – Für den sudanesischen Geheimdienst in Frankreich unterwegs
- Der Gorilla und der Flug in die Sonne (La Peau du gorille), Regie: Édouard Molinaro – Ein Kunstflieger als Waffenhändler
- Der Gorilla und der kleine Grenzverkehr (Le Gorille sans cravate), Regie: Peter Patzak – Österreichische Holzfällerunternehmen als Tarnung für Drogenhandel
- Der Gorilla und der Wiener Walzer (Le Gorille enragé), Regie: Georges Lautner – Im Einsatz gegen Waffenhandel in Wien
- Der Gorilla und die Bombe in der Wüste (Le Gorille dans le cocotier), Regie: Maurizio Lucidi – Auf der Suche nach einem in der Wüste abgestürzten Jäger mit Rakete an Bord
- Der Gorilla und die falsche Ladung (Le Gorille dans le pot au noir), Regie: Patrick Jamain – Einsatz auf einem Schiff, das Metall für Atommotoren transportiert
- Der Gorilla und die Geldwäscher von Sevilla (Le Gorille et les corses), Regie: Vittorio Sindoni – Das Geldwäschersyndikat in Sevilla wird vom Gorilla infiltriert
- Der Gorilla und die Königin der Camargue (Le Gorille et le barbu), Regie: Jean-Claude Sussfeld – Der Kampf von Drogenkartellen lässt Leichen in den Sümpfen der Camargue auf- und abtauchen
- Der Gorilla und die Operation Poker (Gorille Poker); Regie: Peter Patzak – Schutz für den vietnamesischen Handelsminister